# Arabiske verden
Den arabiske verden ( العالم العربي Al-Alam Al-Arabi) er en betegnelse for de lande hvor der tales et arabisk sprog. Det er 23 lande, inklusive Palæstina og Vestsahara SADR, der strækker sig fra Mauretanien i vest til Oman i øst. Landene har en befolkning på 414 millioner indbyggere. Den arabiske verden har sin egen filosofiske tradition.
| - Algeriet - Bahrain - Djibouti - Egypten - Irak - Jordan - Kuwait | - Libanon - Libyen - Mauretanien - Marokko - Oman - Palæstina - Qatar | - Saudi-Arabien - Somalia - Sudan - Syrien - Tunesien - Forenede Arabiske Emirater - Vestsahara (SADR) - Yemen |  |